# 14467 Vranckx
A 14467 Vranckx (korábbi nevén 1993 OP3) a Naprendszer kisbolygóövében található aszteroida. Eric Walter Elst fedezte fel 1993. július 20-án.

## Kapcsolódó szócikk
- Kisbolygók listája (14001–14500)